# Operación Caballo de Troya
Operación Caballo de Troya u Ovnis: operación Caballo de Troya (en original en inglés Operation Trojan Horse o UFOs: Operation Trojan Horse) es un libro publicado en 1970 por el investigador forteano, escritor y periodista John Keel. La obra se reimprimió en 1996 con pequeñas adiciones. Presenta los resultados de la investigación de Keel sobre ovnis y fenómenos similares.

## Contenido
Keel, quien murió en 2009, fue ufólogo. De acuerdo con el The Daily Telegraph, "En su aclamado segundo libro, Ovnis: operación Caballo de Troya, Keel sugirió que muchos aspectos de los modernos informes de ovnis, incluyendo encuentros con humanoides, a menudo coincidían con el folclore antiguo y las visiones religiosas, y vinculó directamente los ovnis con fenómenos elementales".
El libro presenta la teoría de Keel de que los ovnis son un fenómeno producido por ultraterrestres, seres capaces de manipular la materia y nuestros sentidos y que en el pasado se manifestaron como hadas, demonios, etc.
Keel explica el título del libro diciendo, "Nuestros cielos se han llenado de caballos de Troya a lo largo de la historia, y al igual que el caballo de Troya original, parecen ocultar una intención hostil".

## Edición en castellano
Libro traducido inicialmente al español en México en 1975, ha sido reeditado en España en 2017 por la editorial Reediciones Anómalas:
- Keel, John (2017). Operación Caballo de Troya. Traducción María Vega, ilustración Óscar Bometón. Editorial Reediciones Anómalas. ISBN 978-84-617-8689-3.